# Diamante (Marvel Comics)
Diamante (Diamondback), il cui vero nome è Rachel Leighton, è un personaggio dei fumetti creato da Mark Gruenwald (testi) e Paul Neary (disegni), pubblicato dalla Marvel Comics. La sua prima apparizione avviene in Captain America (vol. 1) n. 310 (ottobre 1985).
Membro del gruppo mercenario chiamato Società dei Serpenti, Diamante si innamora di Capitan America venendo ispirata a passare dalla parte del bene. Il personaggio, inizialmente concepito come comparsa, conquista successivamente sempre più spazio nelle avventure dell'eroe a stelle e strisce tanto da diventarne, per un certo periodo, la fidanzata e compagna d'avventure.

## Biografia del personaggio

### Origini
Nata ad Austin, Texas, Rachel si trasferisce con la sua famiglia, composta dalla madre e tre fratelli maggiori, nel Lower East Side di New York quando è ancora molto piccola; nonostante la grande moralità del fratello Willy, che rimane paralizzato servendo il suo paese in Vietnam, gli altri due suoi fratelli, Ricky e Danny, si uniscono alla gang di teppisti comandata dal violento Brock Rumlow, detto "Bing". A quindici anni Rachel, desiderosa di entrare a sua volta nella banda, irrompe di nascosto nella loro "tana" forzando la serratura nella speranza di dimostrare il proprio valore a Rumolw, che invece la brutalizza e la stupra. Furiosi per quanto accaduto, Willy e Ricky tentano di vendicare la sorella affrontando il responsabile, che tuttavia li uccide entrambi e in seguito lascia la città per non venire arrestato.
Il lutto distrugge la famiglia Leighton: Danny scappa di casa e fa perdere le sue tracce divenendo il supercriminale "Tagliagole" mentre la madre, alcuni anni dopo, muore segnata dal dolore. Rimasta sola, Rachel lascia il quartiere e si prostituisce a Trapster per ottenere armi e contatti nel mondo del crimine dopodiché si iscrive all'accademia criminale di Taskmaster divenendo un'abile mercenaria ed adottando come armi un set di dardi a forma di diamante che la porta a venire ribattezzata "Diamante".

### Società dei Serpenti
Unitasi all'organizzazione mercenaria nota come Società dei Serpenti, durante la sua prima missione Diamante viene incaricata di attaccare Capitan America, dal quale tuttavia si sente immediatamente attratta, decidendo infine di non colpirlo pur riuscendo ad averlo diverse volte sotto tiro. Dopo averlo aiutato ad affrontare Porcospino e il Flagello dei criminali, la cotta di Diamante per Cap diventa sempre più forte e, in varie occasioni, Diamante tenta di sedurlo provocandolo sebbene i suoi modi fin troppo espliciti e volgari infastidiscano l'eroe, che non intende cedere alle lusinghe di una fuorilegge.
Nel momento in cui Viper infiltra i suoi uomini nella Società dei Serpenti assumendone il comando Sidewinder, il precedente leader dell'organizzazione, e Diamante chiedono aiuto a Capitan America. Dopo l'arresto di Viper e l'ascesa al potere di Cobra, Diamante lascia la Società dei Serpenti; l'integrità e il codice morale di Cap, così diverso da lei e dal suo mondo, la colpiscono tanto che, per mostrarsi degna del suo amore, la ragazza decide di abbandonare la vita criminale e seguire la "retta via" accompagnando Capitan America in varie avventure. Proprio per via del cambiamento di Rachel tra lei e Cap scocca infine la scintilla e i due diventano una coppia.
A causa del suo rapporto con Capitan America la Società dei Serpenti mette Diamante sotto processo e, temendo che potesse rivelargli i loro segreti, la condanna a morte, sentenza a cui si sottrae con l'aiuto di Cap e Paladin riuscendo poi a vendicarsi dell'organizzazione. La sua vendetta non colpisce Black Mamba e Asp, le sue due migliori amiche, assieme alle quali fonda il nuovo gruppo la "B.A.D. Girls, Inc." dalla combinazione delle iniziali dei loro nomi di battaglia.

### Snapdragon
Durante una missione assieme a Capitan America contro la criminale femminista Superia, Diamante si scontra con Snapdragon, la guardia del corpo di quest'ultima, che è una sua ex-compagna dei tempi dell'accademia di Taskmaster e con cui condivide una forte rivalità. Nel corso dello scontro riesce quasi ad ucciderla lasciandole un profondo trauma simile a una fobia nei suoi confronti.
Successivamente Crossbones, ovvero Brock Rumlow l'uomo che ha violentato Rachel, la rapisce e la sottopone a un lavaggio del cervello in modo da spezzarne lo spirito e farla unire alla Ciurma degli Scheletri, la squadra di sicari al servizio del Teschio Rosso, che le inietta inoltre un campione del sangue di Cap nel tentativo di riprodurre il siero del supersoldato; il trattamento subito e le sostanze nel suo organismo la portano ad impazzire scatenando una reazione violenta che la porta a rintracciare ed assassinare a sangue freddo Snapdragon. Una volta rinsavita, sapendo che Capitan America non avrebbe mai approvato, Diamante decide di tenere la cosa segreta divenendo progressivamente più schiva, cinica ed aggressiva fino ad allontanare definitivamente Steve, da cui si separa per accettare la proposta di Superia di prendere il posto della sua defunta guardia del corpo divenendo la nuova Snapdragon.
Dopo l'apparente morte di Superia Rachel torna a vestire i panni di Diamante e collabora con lo S.H.I.E.L.D., che la aiuta a ristabilirsi in seguito a uno scontro col Barone Zemo inoltre, assieme alle compagne, riforma la B.A.D. Girls, Inc. affrontando Deadpool.

### Civil War
Durante la guerra civile dei superumani, pur non essendo in prima linea, Diamante si unisce alla fazione dei ribelli guidata da Capitan America ed è proprio lei a proporre l'ingresso tra le loro file dei criminali Scarabeo d'oro e Rapinatore, successivamente trucidati da Punisher. Al termine del conflitto tuttavia Diamante e le B.A.D. Girls vengono catturate dalle unità caccia-maschere e decidono di aderire all'Iniziativa dei 50 Stati entrando a far parte delle reclute di Camp Hammond.

### Dark Reign
Con la nomina di Norman Osborn a responsabile della sicurezza mondiale, Diamante sceglie di rimanere registrata e collaborare per l'H.A.M.M.E.R. sebbene in realtà faccia il doppio gioco e aiuti in segreto i nuovi New Warriors, alcuni supereroi ribelli, capeggiati dai fuggitivi Gauntlet e Tigra. Contemporaneamente inizia una relazione con Frank Payne (Costrittore) che, pur scoprendo il suo segreto, non la tradisce continuando a mantenerlo.
Nel corso dell'Asserdio ad Asgard, Diamante cerca invano di contattare Tigra e i suoi ed assiste impotente al massacro di Thor ma all'arrivo di Capitan America decide di unirsi alla lotta contro le forze di Osborn. Vedendola correre incontro alla sua vecchia fiamma, il Costrittore crede erroneamente che Rachel l'abbia sedotto per i suoi scopi e fugge con Taskmaster. Una volta sconfitto Osborn, Steve le propone di guidare l'Iniziativa ma essa declina e, per un breve periodo, lavora nello S.H.I.E.L.D. assieme a Dum Dum Dugan.

### Nuovissimo Universo Marvel
In seguito alla distruzione e rinascita del multiverso Diamante si ritira a vivere in tranquillità assieme al Costrittore, che tuttavia in seguito muore di cancro lasciandola sola e costringendola a trovare lavoro come pole dancer in un nightclub, dove viene successivamente reclutata nella nuova incarnazione della Società dei Serpenti, ribattezzata "Serpent Solutions" dandosi dunque nuovamente al crimine ed affrontando il nuovo Capitan America per poi darsi alla fuga nel momento in cui i suoi compagni vengono catturati.

## Poteri e abilità
Diamante non possiede alcun superpotere, ma è comunque dotata di riflessi, agilità, destrezza, coordinazione ed equilibrio degni di un'atleta olimpica. È un'esperta nel combattimento corpo a corpo, in particolare in arti marziali come il jūjutsu e il karate, ed una lanciatrice dalla mira estremamente accurata. In battaglia le sue armi caratteristiche sono dei dardi a forma di diamante con varie funzioni (tra cui esplosivi, fumogeni o con acido) da cui prende il nome.

## Altri Diamante
Nel corso degli anni di pubblicazioni altri due personaggi hanno assunto i panni di Diamante:

### Willis Stryker
Willis Harold Stryker, noto anche come Diamondback, è apparso per la prima volta in Luke Cage, Hero for Hire (vol. 1) n. 1 (giugno 1972), a opera di Archie Goodwin (testi) e George Tuska (disegni). Amico d'infanzia di Luke Cage, assieme al quale forma una gang chiamata "i Rivals". Dopo essersi innamorato di Reva Connors, che lo respinge in favore dell'amico, accecato dalla gelosia Stryker lo incastra per spaccio di eroina facendo sì che venisse incarcerato a Seagate. Dopo aver ottenuto i suoi poteri ed essere evaso Cage rintraccia Stryker, nel frattempo divenuto un narcotrafficante, e lo affronta per costringerlo a costituirsi in modo da dimostrare la propria innocenza, tuttavia nel corso dello scontro il criminale muore precipitando in un lucernario.

### Debbie Bertrand
Deborah "Debbie" Bertrand, nota anche come Diamante III, è apparsa per la prima volta in Secret War (vol. 1) n. 3 (ottobre 2004), a opera di Brian Michael Bendis (testi) e Gabriele dell'Otto (disegni). Ex studentessa della University of North Carolina con una borsa di studio in atletica divenuta prima una ginnasta olimpionica e poi una mercenaria, Debbie viene assoldata da Lucia von Bardas per affrontare la squadra di superumani di Fury durante la guerra segreta tra quest'ultimo e Latveria, venendo tuttavia sconfitta con facilità da Devil.

## Altre versioni

### Mangaverse
Nel Marvel Mangaverse, Rachel Leighton è una pilota dello S.H.I.E.L.D. nota col nome in codice di "Diamante" che rimane uccisa nel corso di uno scontro tra l'organizzazione e la Mano.

### Ultimate
Nell'universo Ultimate Rachel Leighton è un'adolescente punk membro della gang dei Serpent Skull.

## Altri media

### Marvel Cinematic Universe
- Diamante (Willis Stryker), interpretato da Erik LaRay Harvey,[46] compare nella serie televisiva del Marvel Cinematic Universe Luke Cage (2016), in cui è un pericoloso trafficante d'armi che ha incastrato e fatto imprigionare il fratellastro Luke Cage, poiché geloso del fatto che, a differenza sua, il padre non lo abbia mai riconosciuto come figlio. Dopo aver rintracciato Luke ad Harlem tenta di ucciderlo, venendo sconfitto ed arrestato.
- Diamante (Rachel Leighton), interpretata da Rosa Salazar, compare nel trentacinquesimo film dell'MCU Captain America: Brave New World (2025).

### Televisione
Diamante (Rachel Leighton) compare in:
- Disk Wars: Avengers
- Future Avengers

### Videogiochi
- Diamante (Rachel Leighton) compare in Marvel: La Grande Alleanza 2[47]. Questa versione presenta varie similitudini con Debbie Bertrand.
- Diamante (Rachel Leighton) compare come personaggio giocabile in LEGO Marvel's Avengers.
- Diamante (Rachel Leighton) compare in Marvel: La Grande Alleanza.
- Diamante (Rachel Leighton) compare in Captain America: The Winter Soldier - The Official Game, ispirato all'omonimo film.

### Libri
- Diamante compare nel romanzo Domino Strays.